# JR西日本キハ33形気動車
キハ33形は、かつて西日本旅客鉄道（JR西日本）に在籍した一般形気動車である。
50系客車（オハ50形）の改造により、2両 (1001, 1002) が製造された。

## 車両解説・構造
1988年（昭和63年）に、50系客車（オハ50形）の改造により製作された。50系客車は、製造からあまり年数が経過していないにもかかわらず、客車列車の電車・気動車化が急速に進んだことから余剰となっていた。そのため50系客車を気動車に改造することで、完全な新製よりも低価格で気動車を増備し、なおかつ余剰車両を有効に活用することができると考えられた。

### 車体
車体構体は切継ぎなどはせず、50系客車のものを、ほぼそのまま使用している。車内両端に半室式の運転室を設けるため、運転室にかかる部分の客用扉（4か所中2か所）は1.5mほど後方へ移設しているが、客用扉はいずれも幅1mの片引き戸のままで、自動・半自動（停車中に手動で開閉する方式）の切り替えが可能である。運転室横は車掌業務用の小窓のみで、乗務員用扉は設けられていない。側面窓は種車のユニット二段窓（上段下降・下段上昇）のままである。
前面はオハ50形の妻面をそのまま活かし、窓や前照灯、尾灯、警笛、方向幕など、列車の先頭車として使用するのに必要な設備を新設している。前面貫通形だが、貫通扉は種車の引戸から開き戸に変更され、その上に前照灯が2個設けられている。排障器（スカート）はキハ40系と類似した形状のものを装備している。新製時にはスカートにスノープロウ（雪かき）は取り付けられていなかったが、2006年12月に1001, 1002ともに設置された。

### 台車・機器
台車・機器などの走行部分については、国鉄分割民営化前に北海道・四国・九州に配置されたキハ31形・キハ32形・キハ54形、あるいはそれと類似する各地の第三セクター鉄道の新製気動車とほぼ同様のものを使用している。
エンジンは新潟鐵工所製DMF13HS (250PS) を1基搭載している。客車の車体を利用しているため同形のエンジンを搭載する他社の車両に比べて車体重量が大きく、重量あたりの出力はやや劣っている。
台車は廃車発生品のDT22（動力台車）、TR51（付随台車）が用いられている。変速機も発生品のTC2A・DF115Aである。在来他車との併結が可能な構造であり、ブレーキ装置の関係から最高速度は95km/hとなっている。

### 車内設備

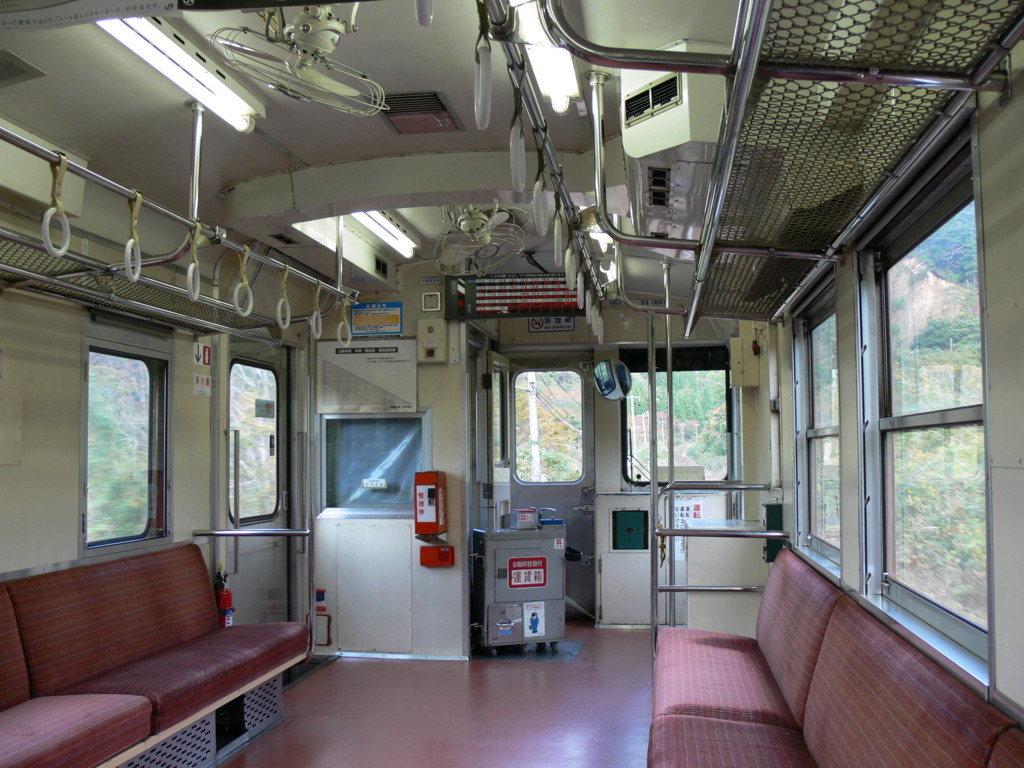
車内より運転室側を望む
（2005年11月13日）

50系ではデッキと客室が分かれていたが、本形式ではワンマン運転に対応した構造とするため、デッキと客室の仕切り壁は取り除かれている。座席は種車よりもロングシートが増えているが、クロスシートも残っている。
運転室は半室式で、低い位置に設けられている。両運転台構造となっている（1002の片方側にはJRのロゴは入っていない）。
種車のオハ50形と同様、トイレは設けられていない。

## 改造
2両が後藤車両所（現在の後藤総合車両所）で改造された。番号の対応は以下のとおり。
| 形式     | 車両番号    | 種車     | 改造所     | 落成日        | 除籍日        | 処遇     |
| -------- | ----------- | -------- | ---------- | ------------- | ------------- | -------- |
| キハ33形 | キハ33 1001 | オハ50 5 | 後藤車両所 | 1988年8月11日 | 2010年3月30日 | 静態保存 |
| キハ33形 | キハ33 1002 | オハ50 6 | 後藤車両所 | 1988年7月5日  | 2010年3月30日 | 解体     |

改造内容が多いため改造コストが高額となり、キハ08系と同様に客車改造によるコスト低減効果が低いと判断されたことから、2両のみの改造で終わった。トイレがないためにキハ47形に倣って1000番台に区分されているが、基本番台車は存在しない。

## 運用

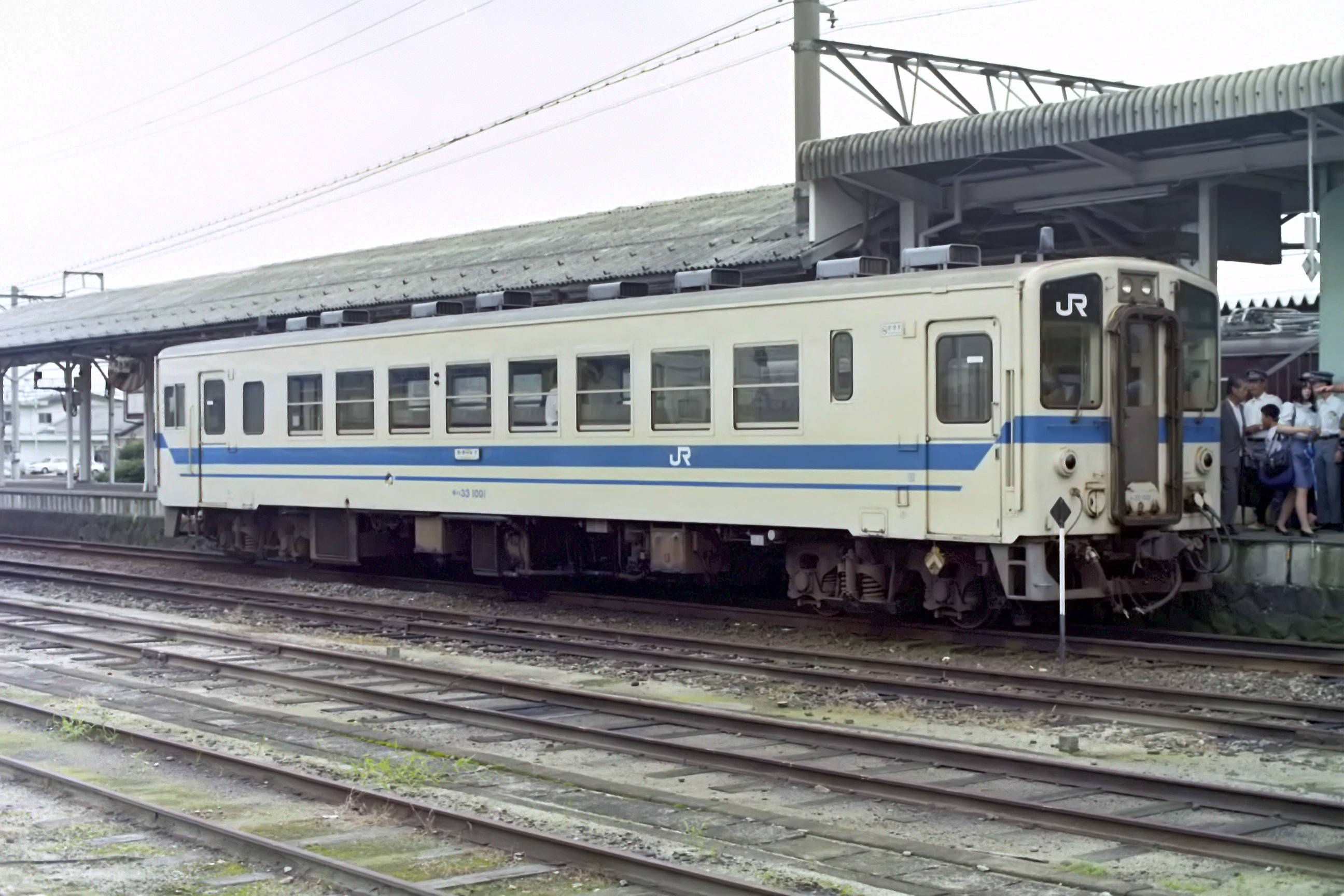
オリジナル塗装

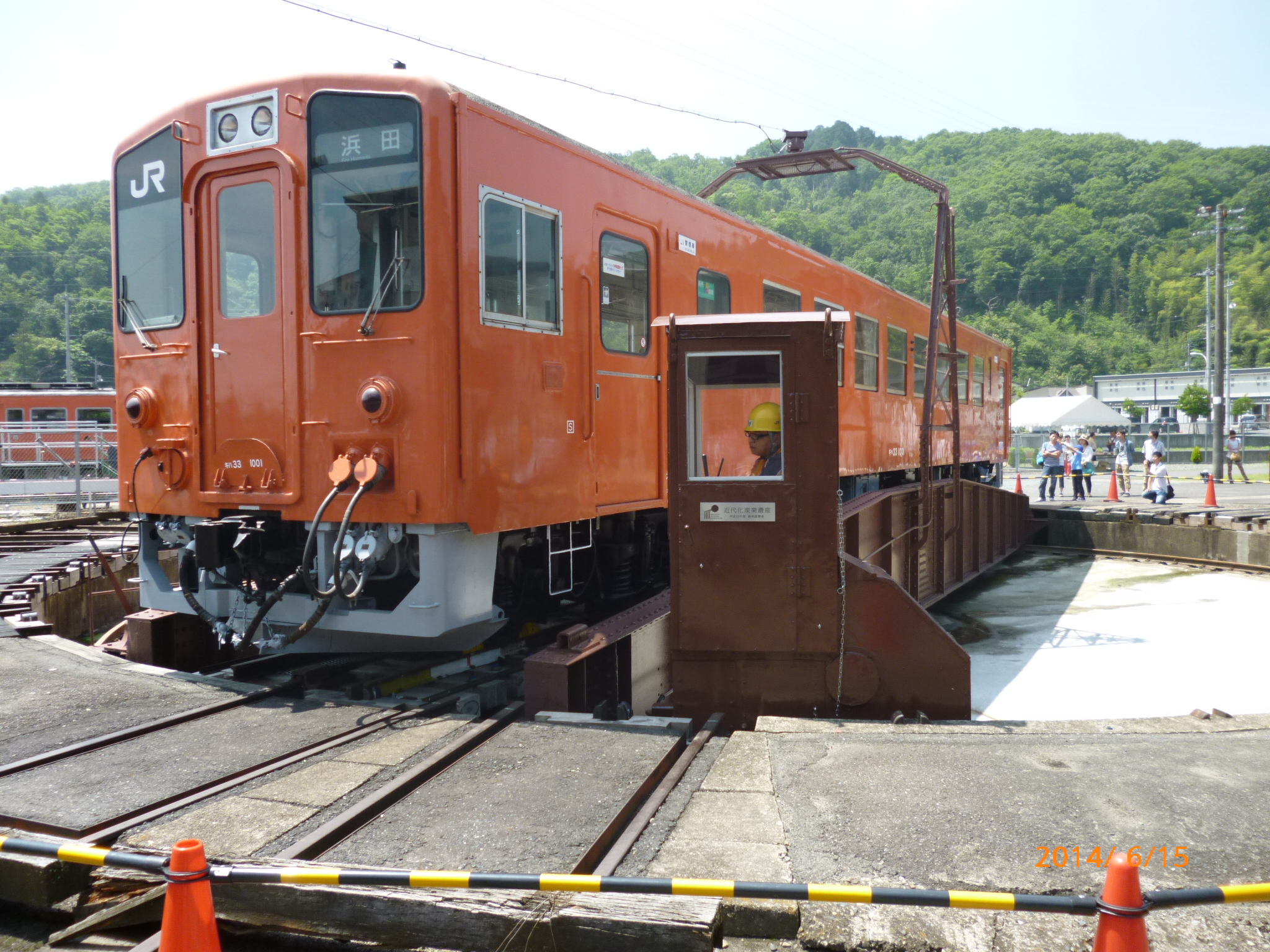
津山扇形機関車庫の転車台にて転車

当初は2両とも米子運転所（現在の後藤総合車両所運用検修センター）に配置された。主に境線の普通列車と伯備線、山陰本線（生山駅 - 伯耆大山駅 - 米子駅間）の普通列車の一部に運用されていたが、2003年10月のダイヤ改正以降は定期運用から外れ予備車となっていた。
2004年8月頃、2両とも鳥取鉄道部西鳥取車両支部に転属した。本形式にはトイレがないため単独では運用されず、トイレ付きのキハ47形0番台とペアで2両編成を組み、山陰本線浜坂駅 - 鳥取駅間の普通列車（浜坂方先頭車）として運用されていた。
当初はアイボリー地に青帯を配した車体塗色であったが、後に「鯛」「水鳥」といったイラスト塗装とされ、さらに「鬼太郎と妖怪」の塗装に変化した。そして鳥取転属後の2004年に1002が、2005年1月に1001がそれぞれ朱色5号単色（首都圏色）に変更された。
2010年3月13日のダイヤ改正で定期運用を終了し、同年3月30日付で廃車され廃形式となった。これによりJR西日本からDMF13エンジン搭載車が消滅した。客車として運用されたのは10年ほどであるが、気動車としてはそれよりも長い22年間運用されていた。
廃車後、1001は津山まなびの鉄道館（旧津山機関区・扇形機関車庫）で静態保存され、1002は後藤総合車両所にて解体された。